# 无为市
无为市是中华人民共和国安徽省下辖的县级市，由芜湖市代管。全市总面积2022平方公里，总人口118.6万人。市人民政府駐无城镇二坝路1号。

## 历史

### 释名
关于无为地名的来历，通常有两种说法。
- 其一以《太平寰宇记》为代表：

无为军本庐州巢县之无为镇，即曹操征孙权筑城于此，攻吴无功，因号无为。无为城临濡须水上壖也。
认为曹操与孙权在濡须（无为古地名，即今裕溪）一带交战，曹操因不能成功而感叹，因此得名。《资治通鉴音注》、《读史方舆纪要》 从之。
- 另一说以《燕翼诒谋录》为代表：

 宋太宗以海内混一，四方无虞，乃于江南置太平军，江北置无为军，取太平无为之义。太平后改为州。
取「无为而治」之意命名，故稱「無為」。《元史·地理志》、《方舆胜览》、《嘉庆无为州志》、《无为县志》 从之。

### 古代

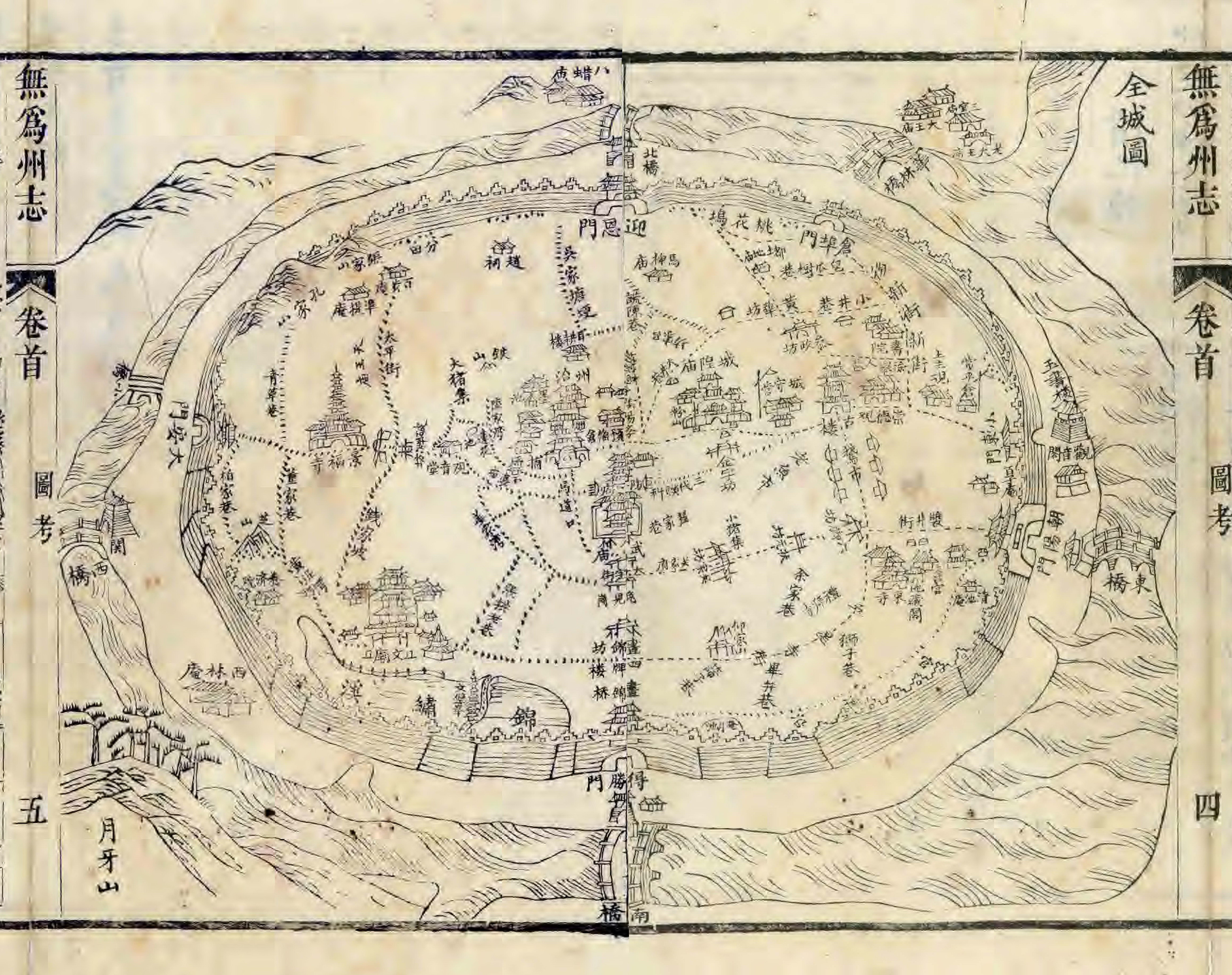
清嘉庆八年（1803）所刊《无为州志》州城图。

夏朝末年，成汤将桀流放到古巢国，也就是今天的无为境内。东周时（周顷王四年起），楚国和吴国多次在此交战。起初楚国在争夺中占优势，于灵王二十四年占领了巢国全境，后于景王七年灭巢。但此后吴国于景王八年敬王元年、二年、十一年、十二年多次击败楚国，并最终于吞并巢国。 战国期间，无为属楚国。
秦灭楚以后（前221年），改由九江郡统辖， 属居巢县。
西汉高帝四年（前203年）属淮南国居巢、临湖、襄安县。文帝十六年（前164年）属庐江国居巢、临湖、襄安县。景帝四年（前153年）罢庐江国为庐江郡。
东汉初平四年（193年）属庐江郡居巢、襄安县。
三国时属吴庐江郡濡须。
晋太康元年（280年）属庐江群居巢、临湖、襄安县。咸和四年（329年）属豫州。太元（376年-396年）中，在县境西北侨置扶阳县。
南朝时，梁太清元年（547年）属南谯郡蕲。
隋开皇元年（581年）属庐州襄安县，县治在今巢湖市区东北2.5公里处。始设无为镇（今无城镇）。
唐武德三年（620年）以襄安县地置巢州，又在县境西北置开城、扶阳县。七年（624年）废开城、扶阳县，改巢州为巢县，无为镇属之。
北宋太平兴国三年（978年）置无为军，领巢县、庐江二县。熙宁三年（1070）析巢、庐江二县地置无为县。
元至元十四年（1277年）升无为军为无为路，属江淮行省。二十八年降为无为州，领无为、庐江、巢县三县。
明洪武元年（1368年）无为州领巢县1县，属中书省。不久复属庐州府。
清雍正二年（1724年）无为州不领巢县，与合肥、舒城、庐江、巢县同属庐州府。

### 近代
民国元年（1911年）四月，改无为州为无为县，仍属庐州府。
民国三年（1914年）六月属安庆道。
民国十六年（1927年）八月，中國共產黨开始在无为建立组织。
民国十七年（1928年）废道，直属安徽省。
民国二十一年（1932年）属安徽省第二行政督察专员公署。
民国二十七年（1938年）七月属第五专署，十月属第三专署。
民国二十九年（1940年）四月属第一专署。
抗日战争时期，中國共產黨将无为发展成为全国十九块抗日根据地之一——皖江抗日根据地的中心区。全县计有无为、临江、湖东、无南等4个县行政区和1个准县级的江流行政办事处，隶属皖江行政公署领导。
國共內戰时期，无为全境仍按照抗战时期区划一分为四，共辖21个区（镇），隶属皖西第四专员公署。

### 现代
1949年7月，无为全境的4个县级行政区正式合并，成立统一的无为县。
中华人民共和国成立以后，无为县始属皖北行署巢湖专区。
1952年1月，属安徽省芜湖专区。1961年，发生黄立众反革命案。
1965年7月，复属巢湖专区。
2000年，隶属新设立的巢湖市。
2011年8月，隶属芜湖市。
2019年12月16日，国务院批复撤销无为县设立县级无为市。

## 人口
根据第七次人口普查数据，截至2020年11月1日零时，无为市常住人口为817997人。

## 自然环境

### 地理
无为市北邻和县、含山县、巢湖市，西接庐江县、枞阳县，南临大江，与芜湖市隔江相望。全市地貌总体特征“水聚东南，山环西北”，分为平原区和丘陵区两部分。平原区水网发达，土地肥沃，约占全市面积的80%。长江自西南灰河口入境，向东北方向延伸103公里，至裕溪口东去。通航河流除长江外，尚有西河、裕溪河、永安河、花渡河等12条内河。西河为主干河流，自西向东贯穿全市，入裕溪河后汇入长江。丘陵区自北部市界延伸到西南，山峦起伏，占全市面积的20%。最高峰三公山在无城西南51公里处，高675米。境内其他主要山峰有鸡毛燕山（第二高峰，高528米）、太平山、龙骨山、毛公山、周家大山等。

### 气候
无为市属亚热带季风气候区。季风显著，四季分明，光照充足，雨量充沛，温暖湿润，无霜期长，但雨量年际变幅大，旱涝频繁。
春季冷暖空气活动频繁，天气多变，雨水增多，常出现低温阴雨天气。夏季中，6月中旬至7月上旬为初夏梅雨期，梅雨显著，常有大雨、暴雨出现，造成水涝灾害；7月中旬至8月上旬为盛夏，晴热少雨，温度高，日照多，蒸发量大，易出现伏旱。秋季，由于北方冷空气势力渐强，气温呈波状下降，昼夜温差大，雨水减少，多秋高气爽天气。冬季北方冷空气频繁南下，气温急剧下降，多晴冷干燥天气，雨雪较多，偏北风多，气候寒冷。

### 物产
由于无为地处沿江，水产十分丰富。其中包括著名的“长江三鲜”——鲥鱼、刀魚和河豚。但由于环境污染，建坝建闸阻断洄游鱼类的洄游通道，产量已经大量减少。无为矿产资源丰富，出产煤炭、石油、天然气、铜、铁、铀、铅、锌、石灰岩、陶土、粘土、矿泉水、石英砂、萤石、明矾石、花岗石、硬石膏、方解石、江砂等。农产品有荸荠、田藕、席草等。

## 文化

### 曲艺
历史上，无为地区曾经流行过徽剧和庐剧。后来徽剧逐渐式微，庐剧占了主要地位。 无为地区的庐剧属于庐剧中的东路（又称下路），唱腔接近民歌小调，对白使用土语方言。传统剧目有《蔡鸣凤辞店》、《王清明合同记》、《孙继高卖水》等连本台戏，还有《老先生讨学钱》、《蓝桥担水》等折子戏。

### 美食
- 无为板鸭
- 严桥李老奶奶五香花生米
- 陡沟酥糖
- 琦王花生

### 名胜古迹
- 黄金塔 (无为县)

即南汰寺（因建于太平乡汰水以南得名）之佛塔。北宋咸平元年（988年）僧登公建，位于无城东北5公里的凤凰山上。塔高九层，37米，为仿木楼阁式砖塔。1981年9月定为安徽省重点文物保护单位。
- 米公祠

米芾知无为军期间，书房因藏有晋人墨宝而取名“宝晋斋”。斋前有“墨池”，旁有石丈。后人在此基础上修建米公祠。原祠藏品多毁失，民国年间在旧址上建县图书馆。近年又建立县文物管理所，内藏历代名家碑刻百余方，有宋徽宗楷书《题唐十八大学士》，米芾篆书《御制文宣王赞》等。1981年9月定为安徽省重点文物保护单位。
- 景福寺

又名西寺。唐贞观二十年（646年）三月十五日僧亦公建，位于无城。宋宝元二年（1039年），僧怀玉造砖塔一座，即西寺塔，又称“西门锥子”。明洪武三十一年（1398年）重修，塔高七层，44米，气度宏伟。寺毁于中华人民共和国成立前夕，塔毁于1966年文革期间。
- 新四军七师司令部旧址

位于无城西北十五公里处的徐岗乡三水涧。民国37年至40年，新四军第七师以此为中心建立了皖江抗日根据地。现存第七师司令部、皖江区党委、皖江行政公署、无为县民主政府旧址，以及周边的群山上的战壕、土堡。1989年5月定位安徽省重点文物保护单位。

## 行政区划
2011年7月14日 国务院批复无为县划入芜湖市。
无为市下辖20个镇：
无城镇、襄安镇、陡沟镇、石涧镇、严桥镇、开城镇、蜀山镇、牛埠镇、刘渡镇、姚沟镇、泥汊镇、福渡镇、泉塘镇、赫店镇、红庙镇、高沟镇、鹤毛镇、十里墩镇、昆山镇、洪巷镇和安徽无为经济开发区。

## 交通
- 347国道过境。
- 无为站